# 周穆王陵
周穆王陵是传说西周时周穆王的陵墓。
周穆王是西周第五代王，崩于镐京，葬在毕原。周穆王陵在今西安市长安区郭杜街办恭张村村南，墓冢为高大，覆斗型土丘，其性质和汉墓相似，疑为汉朝时建筑。1957年5月31日，陕西省人民委员会公布周穆王陵为陕西省第二批重点文物保护单位。